# O Roqueiro Maldito e Sua Banda Cerebelo (Hell’s Angels do Rio)
O Roqueiro Maldito e Sua Banda Cerebelo (Hell’s Angels do Rio) é o sétimo LP do roqueiro brasileiro Serguei. Foi lançado como compacto simples pelo selo Fermata em 1983. Neste álbum, o roqueiro é acompanhado pela "Banda Cerebelo". O disco continha um carimbo que dizia "Aprovado pelos Hell's Angels do Rio".

## Faixas
| Lado A |                        |                |         |  |
| N.º    | Título                 | Compositor(es) | Duração |  |
| 1.     | "Hell's Angels Do Rio" | Marcelo Xavier | 4:03    |  |

| Lado B         |                   |                |         |  |
| N.º            | Título            | Compositor(es) | Duração |  |
| 2.             | "Ventos Do Norte" | Marcelo Xavier | 3:29    |  |
| Duração total: | Duração total:    | Duração total: | 7:32    |  |

## Créditos Musicais
- Serguei - Vocais

Banda Cerebelo
- Marcelo Xavier - Guitarra
- Paulo de Tarso - Baixo Elétrico
- Vinicio Gomes - Baterias